# Производство на електрическа енергия
Производството на електрическа енергия е отрасъл на икономиката, подразделение на електроенергетиката.
Той включва дейността на специализирани съоръжения за генериране на електрическа енергия, наричани електроцентрали – топлинни, водни, атомни, слънчеви, вятърни и други.

## История
Първите генератори с голяма мощност в САЩ са построени край Ниагарския водопад през 1895 година. Генераторите са били с мощност 5000 к.с и е генерирала 2200V. Генерираната енергия е била доставена, до близкия град Буфало.. Американския инженер Чарлз Бръш през 1888 конструира първия генератор, от вятърна турбина. Генерираната мощност е била 12kW. Модерната парна турбина, за генериране на електрическа енергия, е конструирана от британския инженер сър Чарлз Парсънс през 1884.. Ядрената енергетика се развива изключително бързо след Втората световна война. Познанията за ядрената енергетика, се развиват най-бързо в периода 1895 – 1945. Немският учен Мартин Клапрот открива урана през 1789 година. Йонизиращата радиация е открита от Вилхелм Рьонтген. Същият учен открива и документира електромагнитно излъчване. Година по-късно Анри Бекерел открива радиоактивността..

## Видове генератори
- Синхронни и асинхронни електрически двигатели;
- Вятърни генераторни турбини;
- Хидротурбини (витлова турбина, лампова турбина, кинетична турбина и други);[6]
- Парна турбина.